# Liste des archevêques de Tyr
L'archevêché de Tyr fut suffragant du Patriarcat latin de Jérusalem à partir de 1124. Depuis 1616, c'est un archevêché in partibus infidelium (titulaire de Tiro).

## Archevêques latins de Tyr
- Eudes (?-1124)
- Guillaume Ier (1128-1134)
- Foucher d'Angoulême (1134-1146), qui devient patriarche latin de Jérusalem
- Raoul l'Anglais (1146-1150, son élection fut contestée, n’a jamais été consacré et fut révoqué par le pape, devient évêque de Bethléem
- Pierre de Barcelone (1151-1164)
- Frédéric de La Roche (1164-1174)
- Guillaume de Tyr (1175-1186)
- Josse (c. 1186-c. 1202)
- Clarembaud de Broyes (c. 1203-c. 1215)
- Inconnu, certains archevêques nommés plus tard ont peut-être été affectés en Europe après la chute de Jérusalem
- Simon de Maugastel (1217-1227)
- Hugues, mentionné le 16 février 1232
- Pierre de Sergines (?-1244)
- Philippe de Tripoli, élu archevêque en 1250 mais résigne aussitôt
- Nicolas Larcat (1250-1253)
- Gilles de Saumur (1253-1266), auparavant archevêque de Damiette et chancelier de Louis IX
- Jean (?-1272?)
- Bonacourt de Gloire (?-1290?)

## Archevêques latins titulaires de Tyr
- Bérenger Guillot (1425-1429)
- Pierre de Beraitz (1429-1454)

...
- Francesco Barbaro (it) (1586-1593)
- Hermolao Barbaro (1596-1616)
- Diego de Guzmán Haros (1616-1625)
- Antonio Manrique de Guzmán (1670 )
- Pedro Portocarrero y Guzmán (it) (1691-1708)
- Giovanni Battista Altieri (Jr.) (1724)
- Giovanni Andrea Tria (it)	(1740-1761)
- Ottavio Antonio Bayardi (1761-1764)
- Joseph-Simonius Assemani (1766-1768)
- Innocenzo Conti  (1769-1775)
- Vincenzo Ranuzzi (1775-1785)
- Annibale Sermattei della Genga (1793-1816), élu pape Léon XII
- Giacomo Giustiniani (1817-1826)
- Charles Joseph Benoît d'Argenteau (1826-1879)
- Domenico Maria Jacobini (1881-1896)
- Franz Xavier Nagl (1910-1911, plus tard  archevêque de Vienne)
- Vittorio Amedeo Ranuzzi de' Bianchi (1911-1916)
- Rodolfo Caroli (en) (1917-1921)
- Pietro Benedetti (en) (1921-1930)
- Egidio Lari (en) (1931-1965)
- Bruno Wüstenberg (1966-1984)